# Сковородкин, Иван Валерьевич
Ива́н Вале́рьевич Сковоро́дкин (16 августа 1982, Бобруйск) — белорусский гребец-каноист, выступал за сборную Белоруссии в начале 2000-х годов. Серебряный призёр чемпионата мира, многократный победитель этапов Кубка мира, чемпион республиканских и молодёжных регат. На соревнованиях представлял Могилёвскую область, мастер спорта международного класса.

## Биография
Иван Сковородкин родился 16 августа 1982 года в городе Бобруйске, Могилёвская область. Активно заниматься греблей на каноэ начал в раннем детстве, проходил подготовку на местной гребной базе под руководством тренера Ю. Г. Дубика. Первого серьёзного успеха добился в 2000 году на чемпионате Европы среди юниоров во французском городе Булонь, завоевав в различных дисциплинах сразу четыре медали: две золотые в двойках и четвёрках на дистанции 500 метров, бронзовую и серебряную на дистанции 1000 метров в двойках и четверках соответственно.
На взрослом международном уровне Сковородкин впервые заявил о себе в сезоне 2001 года, когда попал в основной состав белорусской национальной сборной и начал выигрывать медали на этапах Кубка мира, в частности, на этапе во французском Монтессоне в зачёте каноэ-двоек взял серебро на двухстах и пятистах метрах. Благодаря череде удачных выступлений удостоился права защищать честь страны на чемпионате мира в польской Познани, вместе с четырёхместным экипажем, куда также вошли гребцы Александр Богданович, Александр Жуковский и Александр Курляндчик, завоевал серебряную медаль в километровой дисциплине, пропустив вперёд лишь команду Венгрии.
В 2002 году Иван Сковородкин остался в национальной команде Белоруссии и продолжил принимать участие в крупнейших международных регатах. Так, с двухместным каноэ на полукилометровой дистанции одержал победу на этапе Кубка мира в бельгийском Мехелене, а также взял серебро и бронзу на километре, в двойках и четвёрках. На этапе мирового кубка в Познани был лучшим на тысяче в четвёрках, получил серебряную и бронзовую награды на пятистах метрах, в двойках и четвёрках. Дважды стал серебряным призёром Дуйсбургской регаты в Германии, в зачёте четырёхместных каноэ на дистанциях 500 и 1000 метров. В 2003 году на этапе Кубка мира в хорватском Загребе вместе с напарником Владимиром Мериновым выиграл бронзовые медали на пятистах и двухстах метрах. Вскоре после этих соревнований принял решение завершить карьеру профессионального спортсмена. За выдающиеся спортивные достижения удостоен звания мастера спорта международного класса.
Имеет высшее образование, окончил Белорусский государственный университет физической культуры. Являлся спортсменом-инструктором в Министерстве спорта и туризма Беларуси.